# HD25867
HD25867 — хімічно пекулярна зоря спектрального класу F1, що має видиму зоряну величину в смузі V приблизно  5,2.
Вона  розташована на відстані близько 89,9 світлових років від Сонця.